# 本町出入口
本町出入口（ほんちょうでいりぐち）は、東京都中央区にある首都高速道路1号上野線の出入口である。上下線双方の出口・入口とも設置されているフルインターチェンジである。

## 接続する道路
- 江戸通り
- 昭和通り

## 周辺
- 新日本橋駅
- 三越前駅
- 小伝馬町駅
- 三越本店
- アステラス製薬本社
- 神田駅
- 秋葉原駅

## 料金所

### 入谷方面
- レーン数：2
  - 一般・ETC：1
  - 閉鎖中：1

### 銀座方面
- レーン数：2
  - 一般・ETC：1
  - 閉鎖中：1

## 隣
首都高速1号上野線
江戸橋JCT - (181,182)本町出入口 - (183)上野出入口